# Storgosia-Nunatak
Der Storgosia-Nunatak (bulgarisch нунатак Сторгозия nunatak Storgosija) ist ein 300 m hoher und felsiger Nunatak im östlichen Teil des Desudawa-Gletschers an der Nordenskjöld-Küste des Grahamlands auf der Antarktischen Halbinsel. Er ragt 9,25 km nordöstlich des Marash Peak, 8,65 km östlich des Rice Bastion, 6,1 km südöstlich des Gusla Peak und 2,8 km südsüdwestlich des Sgorigrad-Nunataks auf.
Britische Wissenschaftler kartierten ihn 1978. Die bulgarische Kommission für Antarktische Geographische Namen benannte ihn 2012 nach antiken Stadt Storgosia im Norden Bulgariens.